# 60 segundos
60 segundos (título original en inglés: Gone in Sixty Seconds) es una película estadounidense de acción de 2000 dirigida por Dominic Sena y escrita por Scott Rosenberg. Fue protagonizada por Nicolas Cage, Angelina Jolie, Giovanni Ribisi, Christopher Eccleston, Robert Duvall, Vinnie Jones, Delroy Lindo, Chi McBride y Will Patton.
Es una nueva versión de la película homónima de 1974 dirigida por H. B. Halicki y la trama sigue a un grupo de ladrones de autos y los 50 autos que deben robar en cuestión de días.
La película se rodó en Los Ángeles y Long Beach, California. Fue lanzado el 9 de junio de 2000 por Buena Vista Pictures (a través de su sello Touchstone Pictures). Tras su lanzamiento, Gone in Sixty Seconds recibió críticas generalmente negativas de los críticos, con críticas por su escritura, su dirección, así como la actuación y las secuencias de acción. A pesar de la respuesta crítica, la película recaudó $237 millones de dólares frente a un presupuesto de producción estimado de $90 millones de dólares.

## Argumento
El ladrón de coches Kip Raines trabaja con su banda para robar cincuenta coches de alta gama para Raymond Calitri, un gánster británico, en Long Beach, California. Después de robar un Porsche 911 (996) de 1997 en una sala de exposición del concesionario de autos Porsche, Kip (sin saberlo) lleva a la policía al almacén de su equipo, lo que obliga a los ladrones a huir. Los detectives Roland Castlebeck y Drycoff confiscan los coches robados y abren una investigación. Atley Jackson, el socio de Calitri, se acerca al hermano mayor de Kip, Randall «Memphis» Raines, un famoso pero reformado ladrón de autos, ahora convertido en un entrenador de karting para niños principiantes. Memphis se encuentra con Calitri, quien ha secuestrado a Kip y tiene la intención de matarlo en una trituradora de autos. Memphis acepta robar los cincuenta coches en un plazo de 72 horas y Kip es liberado; Calitri advierte que si los coches no se entregan a tiempo, Kip morirá.
Memphis visita a su mentor Otto Halliwell y reúnen un equipo de antiguos socios: Donny Astricky, ahora instructor de manejo; Sphinx, un funerario mudo y Sara «Sway» Wayland, mecánica y ahora camarera. Kip y su equipo se ofrecen como voluntarios para ayudar y el grupo rastrea los autos y les da a cada uno un nombre en clave; Memphis insiste en guardar un Ford Shelby Mustang GT500CR de 1967, apodado "Eleanor", que ya había intentado robar antes, para el final. Mientras exploran los autos, él y Kip evitan por poco ser asesinados por una pandilla rival. Con la esperanza de entregar los coches antes de que puedan ser rastreados, el equipo planea robar los cincuenta coches en una noche.
Castlebeck y Drycoff descubren que Kip sobornó a un empleado de un concesionario de autos Mercedes-Benz para que encargara llaves transpondedoras cortadas con láser, lo que permitió a los detectives vigilar los coches Mercedes en la lista de la tripulación. Un miembro del equipo de Kip roba impulsivamente un Cadillac Eldorado STS de 2000 que no está en la lista y el equipo descubre un alijo de heroína en el maletero. Llega Castlebeck, lo que obliga a la tripulación a distraerlo mientras se deshacen de las drogas. Se va, habiendo comprobado que el atraco se producirá esa noche.
La tripulación pone en marcha su atraco, roba los distintos coches y se los entrega a Atley en los muelles. Mientras se preparan para usar las llaves del transpondedor para robar los autos Mercedes, Memphis ve a Castlebeck y Drycoff observando desde una camioneta de vigilancia. Abandonando los coches bajo vigilancia, el equipo irrumpe en el depósito de la policía, distrayendo al guardia y robando los coches Mercedes originalmente robados por el equipo de Kip. El plan se ve obstaculizado temporalmente cuando el perro de Otto se come las llaves y finalmente las pasa. Memphis y Sway reavivan su romance pasado mientras roban un Lamborghini Diablo SE30 de 1994 (representando un Lamborghini LM002 de 1990). Castlebeck y Drycoff regresan al almacén confiscado a la tripulación de Kip. Habiendo encontrado pedazos de una lámpara de luz negra rota, los detectives descubren la lista de cincuenta autos de la tripulación escrita con pintura sensible a los rayos ultravioleta. Con demasiados autos para rastrear, Castleback se concentra en el Shelby GT500, sabiendo que Memphis será el último en robarlo y determina la ubicación del único Shelby de 1967 en el área. Cuando la tripulación roba un Cadillac Escalade de 1999, la joven propietaria de la SUV alerta a las autoridades y un miembro de la tripulación de Kip resulta herido. Memphis roba a Eleanor justo cuando llegan los detectives y lleva a la policía a una persecución por la ciudad hasta un astillero naval. Al llegar al puente Vincent Thomas, bloqueado por un accidente, Memphis salta junto a Eleanor de la rampa de una grúa y aterriza en el otro lado, evadiendo a la policía.
Memphis llega al depósito de chatarra de Calitri con doce minutos de retraso y Calitri se niega a aceptar al Shelby ligeramente dañado y ordena a sus hombres aplastar el auto y matar a Memphis. Kip y Atley usan la grúa del depósito de chatarra para noquear a los secuaces y Calitri armado persigue a Memphis hasta el almacén cuando llegan los detectives. Castlebeck se separa de Drycoff y se encuentra frente a frente con Calitri, quien se prepara para dispararle a punta de pistola, pero Memphis lo patea por encima de una barandilla y lo mata tras dejarlo caer al vacío. Castlebeck, agradecido por reconocer la verdadera razón de su regreso a Long Beach, deja en libertad a Memphis y termina advirtiéndole que se marche del lugar si no quiere ser arrestado y este le dice dónde encontrar el barco portacontenedores lleno de coches robados.
El equipo celebra con una parrillada y Kip revela que le ha comprado a Memphis un Shelby GT500 de 1967 en ruinas al que Memphis también llama "Eleanor", que Otto promete restaurar. Memphis invita a Sway a dar un paseo, pero el auto se avería justo cuando se alejan.

## Reparto
- Nicolas Cage como Randall «Memphis» Raines
- Giovanni Ribisi como Kip Raines
- Chi McBride como Donny Astricky
- Delroy Lindo como el detective Roland Castleback
- Angelina Jolie como Sara «Sway» Wayland
- Robert Duvall como Otto Halliwell
- Timothy Olyphant como el detective Drycoff
- Carmen Argenziano como el detective Mayhew
- Will Patton como Atley Jackson
- Christopher Eccleston como Raymond Vincent Calitri
- Vinnie Jones como Sphinx
- Scott Caan como Tumbler
- James Duval como Freb
- William Lee Scott como Toby
- Master P como Johnny B
- Grace Zabriskie como Helen Raines
- Stephen Shellen como Roger
- T.J. Cross como Mirron Man

## Doblaje
| Actor                 | Personaje               | Doblador (Hispanoamérica) | Doblador (España)     |
| --------------------- | ----------------------- | ------------------------- | --------------------- |
| Nicolas Cage          | Memphis                 | Salvador Delgado          | Jordi Brau            |
| Giovanni Ribisi       | Kip                     | Jesús Barrero             | Jordi Pons            |
| Angelina Jolie        | Sway                    | Talía Marcela             | Nuria Mediavilla      |
| Chi McBride           | Donny                   | Arturo Mercado            | Juan Fernández        |
| Robert Duvall         | Otto                    | Víctor Mares              | Carmilo García        |
| Delroy Lindo          | Det. Castlebeck         | Blas García               | Ernesto Aura          |
| Timothy Olyphant      | Det. Drycoff            | Mario Filio               | Daniel García         |
| Will Patton           | Atley Jackson           | Jesse Conde               | Pep Antón Muñoz       |
| James Duval           | Freb                    | Benjamín Rivera           | Claudi Domingo        |
| T.J. Cross            | Mirror Man              | Genaro Vásquez            | José Luis Mediavilla  |
| William Lee Scott     | Toby                    | Raúl Aldana               | Albert Trifol Segarra |
| Scott Caan            | Tumbler                 | Luis Daniel Ramírez       | José Posada           |
| Christopher Eccleston | Raymond Vincent Calitri | José Carlos Moreno        | Gonzalo Abril         |
| Vinnie Jones          | Sphinx                  | Sergio Gutiérrez Coto     | Jordi Boixaderas      |
| Grace Zabriskie       | Helen Raines            | Ángela Villanueva         | María Luisa Solá      |

## Lista de los coches que aparecen en la película

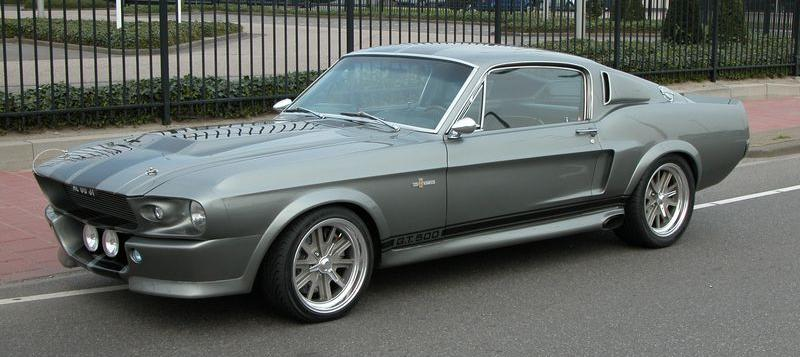
El Ford Mustang Shelby GT500CR Eleanor que apareció en la película y fue conducido por el protagonista.

Esta es la lista de todos los automóviles solicitados por Calitri, junto con sus nombres clave. Esta lista fue tomada del folleto de la película en DVD.
| Número | Automóvil                                      | Descripción                                                                                                  | Personaje |
| ------ | ---------------------------------------------- | --- | --------- |
| 1      | 1999 Aston Martin DB7                          | | Mary      |
| 2      | 1962 Aston Martin DB1                          | La producción del DB1 finalizó en 1950. El coche en la película es en realidad un Aston Martin DB4 GT Zagato | Barbara   |
| 3      | 1999 Bentley Arnage                            | | Lindsey   |
| 4      | 1999 Bentley Azure                             | | Laura     |
| 5      | 1964 Bentley Continental                       | | Alma      |
| 6      | 1959 Cadillac Eldorado                         | Realmente se trata de un Cadillac Coupe de Ville Serie 62                                                    | Madeline  |
| 7      | 1958 Cadillac Eldorado Brougham                | | Patricia  |
| 8      | 1999 Cadillac Escalade                         | | Carol     |
| 9      | 2000 Cadillac Eldorado STS                     | | Daniela   |
| 10     | 1957 Chevrolet Bel Air Convertible             | | Stefanie  |
| 11     | 1969 Chevrolet Camaro Z28                      | | Erin      |
| 12     | 1953 Chevrolet Corvette C1                     | | Pamela    |
| 13     | 1967 Chevrolet Corvette Stingray L71           | | Stacey    |
| 14     | 2000 Ford F - Series F-350 4x4 Modified Pickup | En realidad, es un Ford F-250                                                                                | Anne      |
| 15     | 1971 De Tomaso Pantera                         | | Kate      |
| 16     | 1969 Dodge Charger Daytona                     | | Vanessa   |
| 17     | 1998 Dodge Viper Coupe GTS                     | | Denise    |
| 18     | 1995 Ferrari 355 Berlinetta                    | | Diane     |
| 19     | 1997 Ferrari 355 F1                            | | Iris      |
| 20     | 1967 Ferrari 265 GTB/4                         | En realidad es un Ferrari 275 GTB/4                                                                          | Nadine    |
| 21     | 1999 Ferrari 550 Maranello                     | | Angelina  |
| 22     | 1987 Ferrari Testarossa                        | | Rose      |
| 23     | 1956 Ford Thunderbird                          | | Susan     |
| 24     | 2000 GMC Yukon                                 | | Megan     |
| 25     | 1999 Hummer H1                                 | | Tracey    |
| 26     | 1999 Infiniti Q45                              | | Rachel    |
| 27     | 1994 Jaguar XJ220                              | | Bernadene |
| 28     | 1999 Jaguar XK8 Coupe                          | En realidad es un Jaguar XJ8                                                                                 | Deborah   |
| 29     | 1990 Lamborghini LM002                         | En realidad es un Lamborghini Diablo SE30 de 1994                                                            | Gina      |
| 30     | 1999 Lexus LS 400                              | | Hillary   |
| 31     | 1999 Lincoln Navigator                         | | Kimberley |
| 32     | 1957 Mercedes-Benz 300 SL                      | | Dorothy   |
| 33     | 1999 Mercedes-Benz Clase CL 500                | | Donna     |
| 34     | 1999 Mercedes-Benz Clase S 600                 | En realidad es un Clase S 500                                                                                | Samantha  |
| 35     | 1998 Mercedes-Benz Clase SL 600                | | Ellen     |
| 36     | 1950 Mercury Custom                            | | Gabriela  |
| 37     | 1971 Plymouth Hemi Cuda                        | | Shannon   |
| 38     | 1969 Plymouth Road Runner                      | En la película aparece un Plymouth Road Runner Superbird más raro                                            | Jessica   |
| 39     | 1965 Pontiac GTO                               | | Sharon    |
| 40     | 1999 Porsche 911 996                           | | Tina      |
| 41     | 2000 Porsche Boxster                           | | Marsha    |
| 42     | 1961 Porsche 356B Speedster                    | | Natalie   |
| 43     | 1988 Porsche 959                               | | Virginia  |
| 44     | 1997 Porsche 911 993 Turbo                     | | Tanya     |
| 45     | 2000 Rolls-Royce Park Ward Stretch limousine   | | Grace     |
| 46     | 1966 Shelby AC Cobra                           | | Ashley    |
| 47     | 2000 Volvo Turbo Wagon R                       | Más concretamente, un Volvo V70 R                                                                            | Lisa      |
| 48     | 2000 Toyota Land Cruiser                       | | Cathy     |
| 49     | 1998 Toyota Supra Turbo                        | | Lynn      |
| 50     | 1967 Ford Shelby Mustang GT500CR               | En realidad un Ford Mustang Fastback 1968 tuneado por Chip Foose                                             | Eleanor   |

## Banda sonora
Estas son las canciones que forman la banda sonora de la película, en orden cronológico:
| Intérprete                           | Título                                   | Notas                                                |
| ------------------------------------ | ---------------------------------------- | ---------------------------------------------------- |
| Moby                                 | "Flower"                                 |                                                      |
| Method Man & Redman                  | "Da Rockwilder"                          |                                                      |
| The Crystal Method                   | "Busy Child"                             |                                                      |
| Gómez                                | "Machismo"                               | Aparece en la película después de "Too Sick to Pray" |
| Lori Carson                          | "You Won't Fall"                         |                                                      |
| Johnny Cash                          | "Folsom Prison Blues"                    |                                                      |
| Citizen King                         | "Better Days (and the Bottom Drops Out)" |                                                      |
| Groove Armada                        | "Rap"                                    |                                                      |
| Alabama 3                            | "Too Sick to Pray"                       |                                                      |
| Groove Armada                        | "If Everybody Looked the Same"           |                                                      |
| War                                  | "Low Rider"                              |                                                      |
| BT                                   | "Never Gonna Come Back Down"             |                                                      |
| Apollo Four Forty                    | "Stop the Rock"                          |                                                      |
| The Cult                             | "Painted On My Heart"                    |                                                      |
| Ice Cube                             | "Roll All Day"                           |                                                      |
| The Chemical Brothers                | "Leave Home"                             |                                                      |
| The Commodores                       | "Brick house"                            |                                                      |
| Sugarless                            | "Caviar"                                 |                                                      |
| DMX                                  | "Party Up (Up in Here)"                  |                                                      |
| Jane's Addiction                     | "Been Caught Stealing"                   |                                                      |
| George Thorogood and the Destroyers] | "Ride on Josephine"                      |                                                      |
| Torch Song                           | "Shine on Me"                            | No en orden cronológico                              |